# José Orjas
José Orjas González (Madrid, 26 de febrero de 1906 – Madrid, 17 de diciembre de 1983) fue un actor español de cine y teatro.

## Biografía
José Orejas González, que era su verdadero nombre, nació el 26 de febrero de 1906 en Madrid. Comenzó su carrera en el teatro, pero en los años 50, desarrolló su trabajo en el cine y la televisión. Su inconfundible figura delgada y de aspecto frágil, le permitió hacer papeles tiernos y dramáticos pero también, un sinfín de personajes cómicos, convirtiéndose en uno de los más notables e imprescindibles actores de carácter del cine español. 
El 27 de mayo de 1935, contrae matrimonio en la parroquia de San Martín de Madrid, con la actriz Conchita Sánchez (Concepción Sánchez Cobo). Posteriormente tuvieron un hijo llamado Salvador Orjas.  
Así, aparece como el ayudante del inventor interpretado por José Isbert en Historias de la radio, como atribulado notario en Plácido y como el jefe de buen corazón de la oficina bancaria de Atraco a las tres, junto a una pléyade de actores como Alfredo Landa, Gracita Morales, Rafaela Aparicio, Agustín González y José Luis López Vázquez.
En televisión, es recordado junto a la magnífica Julia Caba Alba en Los pajaritos (1974).
Falleció en el hospital de la Cruz Roja de Madrid, el 17 de diciembre de 1983 a los 77 años tras una larga enfermedad que le impidió trabajar sus últimos años Está enterrado en el cementerio de Carabanchel Alto de Madrid.

## Teatro (selección)
- Cuatro corazones con freno y marcha atrás (1936)
- Carlo Monte en Monte Carlo (1939)
- Eloísa está debajo de un almendro (1940)
- El amor solo dura 2.000 metros (1941)
- Madre (el drama padre) (1941)¨
- Los ladrones somos gente honrada (1941)
- Los habitantes de la casa deshabitada (1942)
- Nosotros, ellas y el duende (1950)
- Que viene mi marido (1951)
- Por cualquier puerta del sol (1956)
- Melocotón en almíbar (1958)
- No hay novedad, Doña Adela (1959)
- ¡Quiero ver a Miusov! (1966), de Valentin Cataviev,[1]

## Películas
- Mauricio o una víctima del vicio, (1940)
- Lecciones de buen amor, (1944)
- La hija del circo, (1945)
- Agustina de Aragón, (1950)
- Esa pareja feliz (1951)
- Así es Madrid, (1953)
- El alcalde de Zalamea, (1954)
- Historias de la radio (1955)
- El día de los enamorados (1959)
- Los tramposos, (1959)
- Se vende un tranvía (Cortometraje), (1959)
- Trío de damas (1960)
- Sólo para hombres (1960)
- Maribel y la extraña familia (1960)
- Un ángel tuvo la culpa (1960)
- 091, policía al habla, (1960)
- Adiós, Mimí Pompom, (1961) [nota 1]
- Plácido (1961)
- Siempre es domingo, (1961)
- Mi noche de bodas (1961)
- Honorables sinvergüenzas, (1961)
- Tres de la Cruz Roja (1961)
- Ha llegado un ángel (1961)
- La bella Mimí, (1961)
- Usted puede ser un asesino (1961)
- La cuarta carabela, (1961)
- Abuelita Charlestón, (1962)
- Ventolera, (1962)
- Aprendiendo a morir, (1962)
- Atraco a las tres (1962)
- Sabían demasiado (1962)
- Tómbola (1962)
- Accidente 703, (1962)
- Mentirosa, (1962)
- La viudita naviera (1962)
- Su alteza la niña, (1962)
- Vuelve San Valentín (1962)
- La reina del Chantecler, (1962)
- La gran familia (1962)
- Feria en Sevilla (1962)
- Operación Embajada, (1963)
- El valle de las espadas (1963)
- El turista (1963)
- Los derechos de la mujer (1963)
- Millonario por un día, (1963)
- La casta Susana, (1963)
- La pandilla de los once (1963)
- El globo azul, (1963)
- El verdugo (1963)
- Han robado una estrella, (1963)
- El juego de la verdad, (1963)
- Escala en hi-fi, (1963)
- El diablo también llora, (1963)
- Eva 63 (1963)
- Marisol rumbo a Río (1963)
- Suspendido en sinvergüenza, (1963)
- Llegar a más, (1963)
- Las hijas de Helena, (1963)
- Crucero de verano, (1964)
- El sexto sentido, (1964)
- Por un puñado de dólares, (1964)
- Los gatos negros, (1964)
- El pescador y la bruja, (1964)
- Fin de semana, (1964)
- El camino, (1964)
- Dos chicas locas, locas, (1965)
- La muerte viaja demasiado, (1965)
- Historias de la televisión, (1965)
- El cálido verano del Sr. Rodríguez, (1965)
- El tímido, (1965)
- Mi canción es para ti (1965)
- Un vampiro para dos (1965)
- Les combinards, (1966)
- La muerte viaja en baúl, (1966)
- Un beso en el puerto, (1966)
- Nuevo en esta plaza (1966)
- Dos pistolas gemelas, (1966)
- Arizona colt, (1966)
- Hoy como ayer, (1966)
- Operación Plus Ultra, (1966)
- La mujer perdida, (1966)
- Jugando a morir, (1966)
- Fray Torero, (1966)
- Camino del Rocío, (1966)
- Tres perros locos, locos, (1966)
- Sor Citroën, (1967)
- Los chicos del Preu (1967)
- Un millón en la basura (1967)
- El hombre que mató a Billy el Niño, (1967)
- Las cuatro bodas de Marisol (1967)
- Una señora estupenda (1967)
- Crónica de 9 meses (1967)
- Al ponerse el sol, (1967)
- Aventura en el laboratorio, (1967)
- El hueso (1968)
- Solos los dos (1968)
- Un diablo bajo la almohada (1968)
- La vil seducción, (1968)
- Long-Play, (1968)
- Pasto de fieras, (1969)
- Esa mujer, (1969)
- Mi marido y sus complejos, (1969)
- Un adulterio decente (1969)
- Carola de día, Carola de noche (1969)
- Cuatro noches de boda, (1969)
- Estudio amueblado 2-P, (1969)
- A 45 revoluciones por minuto, (1969)
- Juicio de faldas, (1969)
- Después de los nueve meses, (1970)
- El huésped del sevillano, (1970)
- El cronicón, (1970)
- El hombre que se quiso matar (1970)
- Una señora llamda Andrés, (1970)
- ¿Es usted mi padre?, (1971)
- Una chica casi decente, (1971)
- La garbanza negra, que en paz descanse, (1972)
- La casa sin fronteras (1972)
- Secuestro a la española (1972)
- La guerrilla, (1973)
- Don Quijote cabalga de nuevo, (1973)
- Las señoritas de mala compañía (1973)
- Una pareja... distinta, (1974)
- Divorcio a la andaluza, (1975)
- Pim, pam, pum... ¡fuego! (1975)
- De profesión: polígamo (1975)
- Solo ante el Streaking, (1975)
- El juego del diablo, (1975)
- Juegos de cama, (1976)
- Madrid, Costa Fleming, (1976)
- Mauricio, mon amour, (1976)
- Vuelve, querida Nati, (1976)
- Eva, limpia como los chorros del oro (1977)
- In memoriam, (1977)
- Doña Perfecta, (1977)

## Televisión
- Que usted lo mate bien 
  - La rifa (20 de marzo de 1979)
- Curro Jiménez
  - El tío Pedro (25 de diciembre de 1977)
- El quinto jinete
  - La bruja (1 de enero de 1976)
- Palabras cruzadas
  - Los negocios de Juan Acost (17 de septiembre de 1975)
- Original
  - El resumen (22 de julio de 1975)
- Symposium para la paz (Película de televisión), (1975)
- Escritores de hoy
  - La asegurada (29 de enero de 1975)
- La cometa naranja (1974)
- Cuentos y leyendas
  - Un error judicial (17 de diciembre de 1974)
- Telecomedia
  - Martínez y el director (9 de noviembre de 1974)
- Noche de teatro
  - La jaula (27 de septiembre de 1974)
- Silencio, estrenamos
  - Episodio 5 (29 de mayo de 1974)
  - Episodio 7 (12 de junio de 1974)
  - Episodio 8 (26 de junio de 1974)
  - Episodio 9 (10 de julio de 1974)
  - Episodio 10 (31 de julio de 1974)
  - Episodio 12 (21 de agosto de 1974)
- Los libros
  - Fray Gerundio de Campazas (14 de mayo de 1974)
- Los pajaritos (1974)
- Los camioneros
  - Somos jóvenes y podemos esperar (17 de diciembre de 1973)
- Animales racionales
  - Otra vez Tarzán (10 de octubre de 1973)
- Ficciones
  - La contrafigura (27 de enero de 1973)
  - Cuando el otoño se llama primavera (2 de junio de 1973)
  - El ilustre hechicero (4 de agosto de 1973)
  - Trilby (18 de agosto de 1973)
- Historias de Juan Español
  - Juan Español hace oposiciones (1972)
- Stop
  - Don Ramón y el autostop (16 de octubre de 1972)
- Teatro breve
  - Fragmento de la vida de Mr. Thompson (28 de agosto de 1971)
  - El usufructo (11 de septiembre de 1971)
- Sospecha
  - Unos peniques de gas (25 de mayo de 1971)
- Del dicho al hecho
  - Tres españoles, cuatro opiniones (21 de abril de 1971)
- Cuentos de Chéjov
  - El vengador (26 de enero de 1971)
- Páginas sueltas
  - Un futuro imposible (17 de noviembre de 1970)
  - Cuando la nieve se incendia (22 de diciembre de 1970)
- Remite Maribel
  - Terrible Eulalia (2 de septiembre de 1970)
- Teatro de misterio
  - El gato y el canario (10 de agosto de 1970)
- Al filo de lo imposible
  - El cielo abierto (20 de junio de 1970)
- Hora once
  - Epílogo (13 de junio de 1970)
  - Una estatua en el valle (29 de abril de 1971)
  - El recluta (11 de marzo de 1972)
- Personajes a trasluz
  - Fausto (9 de junio de 1970)
- La risa española
  - Tres piernas de mujer (11 de julio de 1969)
- Vivir para ver
  - Año 2007 (1 de enero de 1969)
- Pequeño estudio
  - El maestro de Carrasqueda (29 de noviembre de 1968)
  - La corona de dalias (4 de febrero de 1969)
  - Un mal negocio (21 de mayo de 1969)
  - El profesor auxiliar (3 de julio de 1970)
  - Un café del puerto (19 de enero de 1973)
- Fábulas
  - El labrador y la víbora (3 de marzo de 1968)
  - El congreso de los ratones (28 de enero de 1970)
  - La alforja (7 de febrero de 1970)
  - El viejo y la muerte (14 de marzo de 1970)
- Historias para no dormir
  - El regreso (15 de diciembre de 1967)
- Teatro de siempre
  - El cántaro roto (8 de diciembre de 1967)
  - Brandy, mucho brandy (5 de mayo de 1968)
  - Amadeo (1968)
  - Henschel el carretero (9 de enero de 1969)
  - La casa de Sam Ego (20 de marzo de 1969)
  - La señorita de Trevélez (17 de abril de 1969)
- Historias naturales
  - Don Juan (25 de octubre de 1967)
- La otra música
  - La noticia (8 de octubre de 1967)
- ¿Es usted el asesino?
  - Episodio 1 (7 de agosto de 1967)
  - Episodio 3 (21 de agosto de 1967)
  - Episodio 7 (18 de septiembre de 1967)
  - Episodio 8 (25 de septiembre de 1967)
  - Episodio 9 (2 de octubre de 1967)
- La familia Colón
  - Sanfermines (16 de junio de 1967)
- Estudio 1 
  - Carlota (15 de diciembre de 1965)
  - Cuando las nubes cambian de nariz (26 de octubre de 1966)
  - El carrusel (8 de marzo de 1967)
  - La librería del sol (12 de marzo de 1968)
  - El sepulcro vacío (2 de abril de 1968)
  - Peer Gynt (1 de octubre de 1968)
  - Hoy es fiesta (12 de marzo de 1970)
  - Una ciudad en el aire (2 de abril de 1970)
  - La Santa Hermandad (16 de julio de 1970)
  - Retablo de Santa Teresa (16 de octubre de 1970)
  - Carlota II (8 de octubre de 1971)
  - Puebla de las mujeres (12 de noviembre de 1971)
  - El castigo de la miseria (enero de 1972)
  - Pedro y Juan (28 de abril de 1972)
  - Diario íntimo de la tía Angélica (16 de noviembre de 1973)
  - La locomotora (14 de diciembre de 1973)
  - Atrévete, Susana (22 de septiembre de 1975)
  - La vida que te di (31 de enero de 1977)
- Novela

- -  Luna Llena III (26 de octubre de 1977)

- Primera fila
  - Que viene mi marido (17 de mayo de 1963)
  - El landó de seis caballos (18 de diciembre de 1963)